# Gilbert Sheldon (skeppsbyggare)
Gilbert Sheldon, född den 21 januari 1710 i Karlskrona, död där den 20 april 1794, var en svensk skeppsbyggare. 

## Biografi
Gilbert Sheldon var son till skeppsbyggmästaren Charles Sheldon (1665–1739), och sonson till skeppsbyggmästaren Francis Sheldon, som 1655 invandrat till Sverige. Han var far till Francis af Sheldon.
Gilbert Sheldon tog 1732 skeppsbyggnadsexamen och utnämndes 1733 till underskeppsbyggmästare. Efter en utländsk resa, varunder han besökte de förnämsta skeppsvarven i Europa. Efter faderns död blev han förordnad till skeppsbyggmästare och utnämndes 1748, när Skeppsbyggmästarkåren omorganiserades, till kapten i flottornas nyupprättade konstruktionskår. År 1756 blev han överskeppsbyggmästare med överstelöjtnants titel.
Sheldon byggde 69 större och mindre krigsfartyg, förbättrade hamnen i Karlskrona samt Karlskrona örlogsvarv. Sheldon byggde om varvet och hamnen i Göteborg samt gjorde upp planen tillsammans med Augustin Ehrensvärd inför uppförandet av ett skeppsvarv utanför Sveaborg.
Han blev 1739 ledamot av Vetenskapsakademien, samma år den grundades. Akademien lät 1809 prägla en medalj över honom.

## Fartyg som ritats av Gilbert Sheldon
- Svarta Örn 1745
- Göta Lejon 1746
- Calmar 1749
- Sparrt 1749
- Illerim II 1756
- Jarramas II 1759
- Prinsessan Sophia Albertina 1764
- Drottning Sofia Magdalena 1774